# M 21 (звёздное скопление)
M 21 (также известно как Мессье 21 или NGC 6531) — рассеянное звёздное скопление в созвездии Стрельца.

## История открытия
Скопление было открыто и каталогизировано Шарлем Мессье в 5 июня 1764 года.

## Характеристики
M 21 — относительно молодое скопление с возрастом в 4,6 миллиона лет, содержащее около 57 звёзд.

## Наблюдения

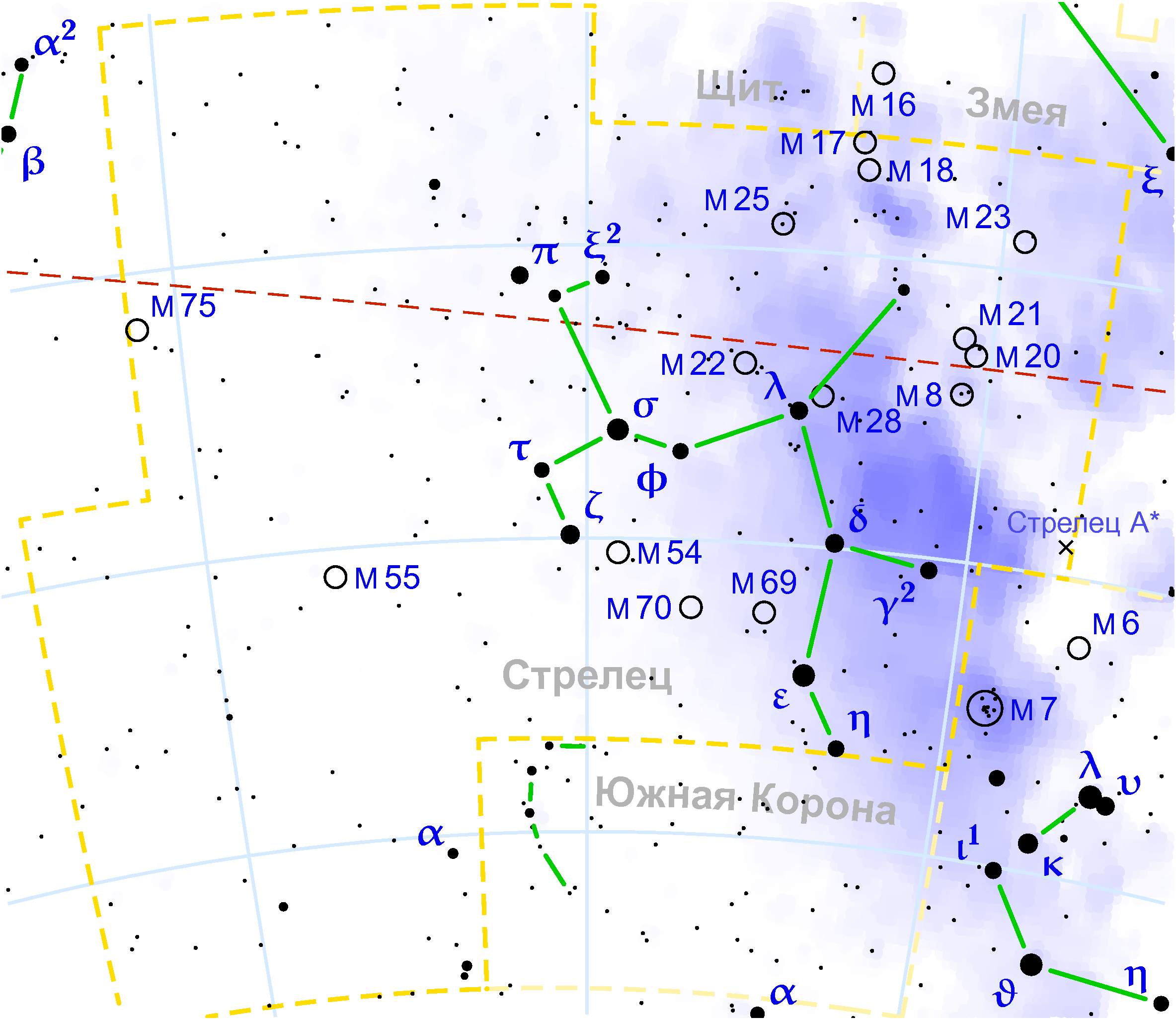
Рассеянное скопление M 21 находится в Созвездии Стрельца

Это рядовое рассеянное скопление угловым размером с половину лунного диска хорошо выделяется даже на таком ярком фоне Млечного Пути, каким он является в Стрельце. M 21 заметно уже в бинокль. Любительский телескоп позволяет пересчитать примерно два десятка его звёзд. «Клюшка» из четырёх звёзд поярче ограничивают скопление с юга, а кольцо из десятка тусклых звёзд — с севера.

### Соседи по небу из каталога Мессье
- M 20 — (чуть к югу) знаменитая Трёхраздельная туманность;
- M 8 — (еще южнее) большая ещё более яркая туманность «Лагуна»;
- M 28 и M 22 — два шаровых скопления к востоку;
- M 24 — (на север) фрагмент Млечного Пути;
- M 6 и M 7 — (на юго-запад) пара богатых рассеянных скоплений в Скорпионе

### Последовательность наблюдения в «Марафоне Мессье»
…M 8 → M 20 → M 21 → M 7 → M 6…